# (10276) Matney
(10276) Matney est un astéroïde de la ceinture principale.

## Description
(10276) Matney est un astéroïde de la ceinture principale. Il fut découvert le 3 mars 1981 à l'Observatoire de Siding Spring par Schelte J. Bus. Il présente une orbite caractérisée par un demi-grand axe de 2,36 UA, une excentricité de 0,19 et une inclinaison de 3,1° par rapport à l'écliptique.